# واغارشاک هاکوبیان
واغارشاک سوسهٔ هاکوبیان (ارمنی: Վաղարշակ Սոսեի Հակոբյան؛ زادهٔ ۱ ژانویهٔ ۱۹۹۱) یک ترک‌شناس، تاریخ‌نگار و سیاستمدار اهل ارمنستان است که از تاریخ ۲۰۱۹ تا کنون سمت نمایندگی دوره‌های هفتم و هشتم مجلس ملی جمهوری ارمنستان را برعهده دارد.

## زندگی‌نامه
در ۱ ژانویهٔ ۱۹۹۱ در تساغکادزور به دنیا آمد و از دانشکده شرق‌شناسی دانشگاه دولتی ایروان فارغ‌التحصیل شد. 

## نگارخانه

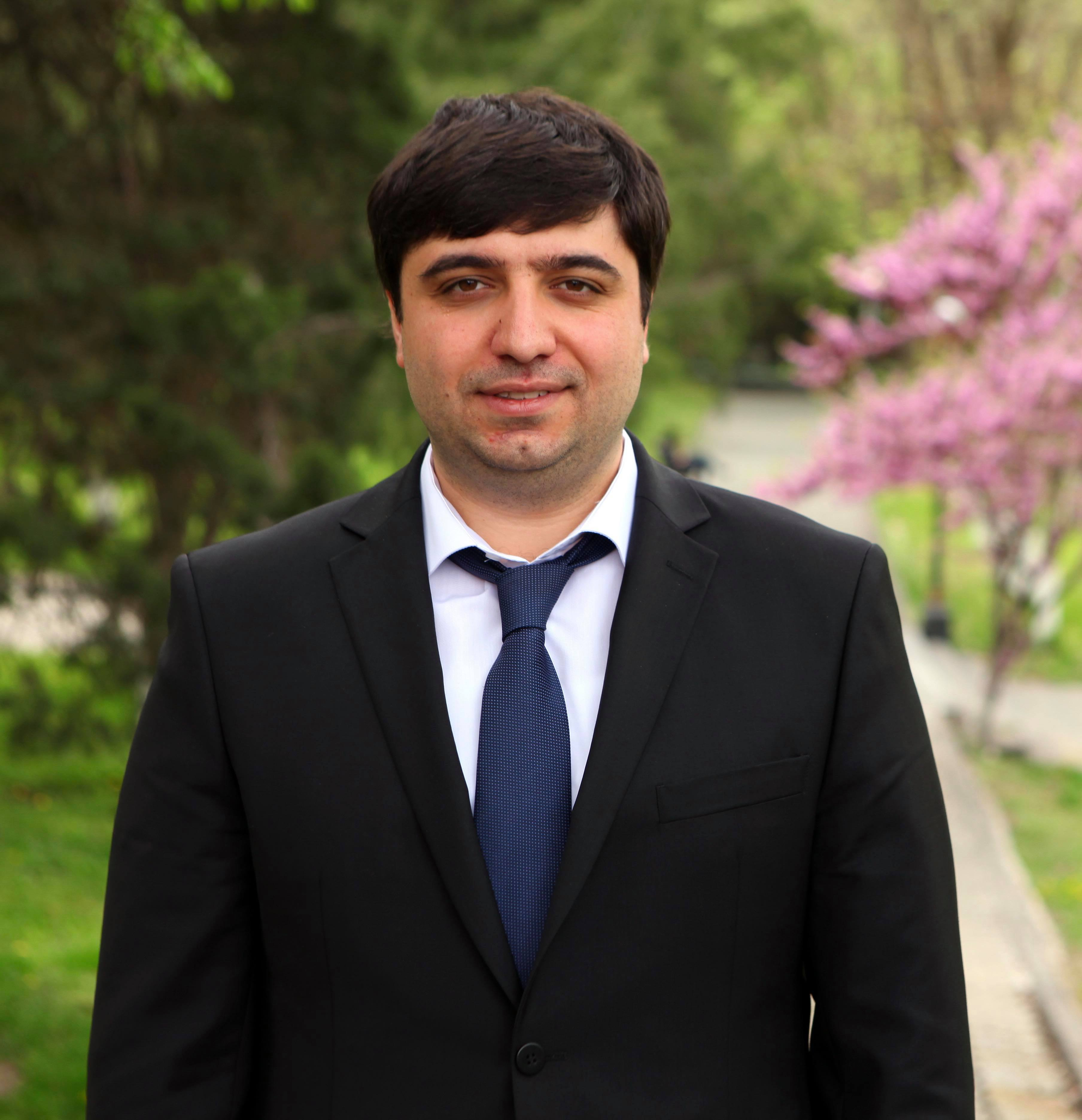